# Goedverwacht
Goedverwacht is een klein dorp met circa 1.500 inwoners in de regio West-Kaap in Zuid-Afrika. De plaats is gelegen in de gemeente Bergrivier.